# Lesotho aux Jeux olympiques d'été de 2024
Le Lesotho participe aux Jeux olympiques de 2024 à Paris. Il s'agit de sa 11e participation à des Jeux olympiques d'été.
La délégation compte trois sportifs, deux en marathon et une en taekwondo.

## Nombre d’athlètes qualifiés par sport
Voici la liste des qualifiés et sélectionnés par sport (remplaçants compris) :
| Sport      | Hommes | Femmes | Total |
| ---------- | ------ | ------ | ----- |
| Athlétisme | 1      | 1      | 1     |
| Taekwondo  | 0      | 1      | 1     |
| Total      | 1      | 2      | 3     |

## Résultats

### Athlétisme
Tebello Ramakongoana a notamment terminé quatrième du marathon aux Championnats du monde d'athlétisme 2023 à Budapest avec un record personnel de 2:09:57.
| Athlètes                     | Épreuve           | Finale             | Finale |
| Athlètes                     | Épreuve           | Temps              | Rang   |
| ---------------------------- | ----------------- | ------------------ | ------ |
| Tebello Ramakongoana         | Marathon masculin | 2 h 7 min 58 s NR  | 7e     |
| Mokulubete Blandina Makatisi | Marathon féminin  | 2 h 30 min 20 s PB | 31e    |

### Taekwondo
Michelle Tau a validé son ticket pour Paris après sa victoire au tournoi de qualification africain tenu à Dakar, au Sénégal, du 10 au 11 février 2024 ; Michelle Tau a également été élue Face of Beauty Lesotho en 2017, un concours de beauté comme Miss Lesotho
| Athlète      | Compétition    | Éliminatoires               | Quart de finale     | Demi-finale         | Repêchage           | Finale / CB         | Rang     |
| Athlète      | Compétition    | Adversaire Résultat         | Adversaire Résultat | Adversaire Résultat | Adversaire Résultat | Adversaire Résultat | Rang     |
| ------------ | -------------- | --------------------------- | ------------------- | ------------------- | ------------------- | ------------------- | -------- |
| Michelle Tau | Moins de 49 kg | Nematzadeh Défaite 0-3, 0-2 | Éliminée            | Éliminée            | Éliminée            | Éliminée            | Éliminée |